# Jiří Mlíkovský
Jiří Mlíkovský, né le 15 septembre 1954 à Prague, est un ornithologue et un paléontologue.
Il s'est particulièrement intéressé aux oiseaux du Tertiaire (Pléistocène et Miocène) en Europe.